# Ґеорґе Ґрігоровіч
Ґео́рґе Ґріго́ровіч (4 травня 1871, Сторожинці — † 18 липня 1950) — провідний політик Буковини наприкінці панування Австро-Угорщини.

## Біографія
Народився Ґеорґе у місті Сторожинець 4 травня 1871 року в родині учителя. Після закінчення гімназії та університетських студій був робочий секретарем і видавцем румунської соціал-демократичної газети «Іддріа», головою політичного об'єднання «Вперед» у Чернівцях.
У 1907—1918 роках обирався депутатом австрійського парламенту від соціал-демократів по виборчому окрузі Чернівці-місто.
З 1919 року впродовж кількох років був депутатом і сенатором румунського парламенту від соціал-демократичної партії.

### Погляди

#### Щодо українців
Ґ. Ґріґоровіч неодноразово публічно висловлювався за надання права українцям на українську частину Буковини. Так, 28 жовтня 1918 року він направив заяву про відмову від членства в Румунській Національній Раді Флондора, оскільки «Національна Рада не визнає прав решти національних меншин, а також права української нації на українську частину краю».
Також Ґ. Ґріґоровіч негативно сприйняв оголошення румунською владою надзвичайного стану після окупації Буковини румунськими військами (заява від 12 листопада). Показовим в цьому контексті був виступ пана Ґ. Ґріґоровіча на засіданні Румунської Національної Ради 13 листопада 1918 року, на якому розглядалося питання про виселення всіх українців з Буковини. Він критикував зовнішню політику уряду, якому на його думку, бракувало такту і здогадливості, тому що потрібно було шукати порозуміння з українцями, котрі разом з росіянами будуть і в майбутньому наймогутнішими і найнебезпечнішими сусідами, порозуміння з якими хотіли досягнути румунські депутати з Відня.
Згодом Ґ. Ґріґоровіч перейшов до інших пунктів програми, висловивши переконання в абсолютній необхідності обширної виборчої реформи з пропорційним голосуванням, аграрної, соціальної і санітарної реформ, закінчивши словами: «Зрозумійте часи, в яких ми живемо. В наші двері стукає новий час. Відчиняйте йому двері, щоб вони не розвалилися».

#### Щодо Буковини
12 червня 1919 року Ґ. Ґріґоровіч від імені буковинських румунів взяв участь у зборах, скликаних Янку Флондором в залі Чернівецької мерії, в яких взяли участь також представники німців, українців та євреїв. Всі етнічні громади висловили різкі обвинувачення на адресу румунської адміністрації. Учасники зборів вимагали забезпечення власної адміністрації Буковини, зберігання автономії провінції за допомогою адміністративної ради, створеної із представників етнічних меншин та політичних партій. У своїх виступах представники меншин піддали критиці заходи румунської влади, підкреслюючи, що вони не погодились на «приєднання» до румунського королівства, яке представляло «окупаційну владу». Учасники проголосували і направили звернення до Паризької мирної конференції.

### Радянський період
Після звільнення Румунії радянською армією Ґ. Ґріґоровіч відмовився брати участь у процесі об'єднання румунських соціал-демократичної та комуністичної партії. Як зрадника робітничого класу його було заарештовано 13 червня 1949 року і ув'язнено без суду. Помер Ґ. Ґріґоровіч 18 липня 1950 р. у в'язниці Векерешть.